# دریاچه وورتسیارو
دریاچه وورتسیارو (به استونیایی: Võrtsjärv) دریاچه‌ای در کشور استونی است.
مساحت این دریاچه ۲۷۰ کیلومتر مربع است و در سه شهرستان شهرستان تارتو، شهرستان ویلیاندی و
شهرستان والگا در مرکز کشور استونی قرار دارد.

## نگارخانه

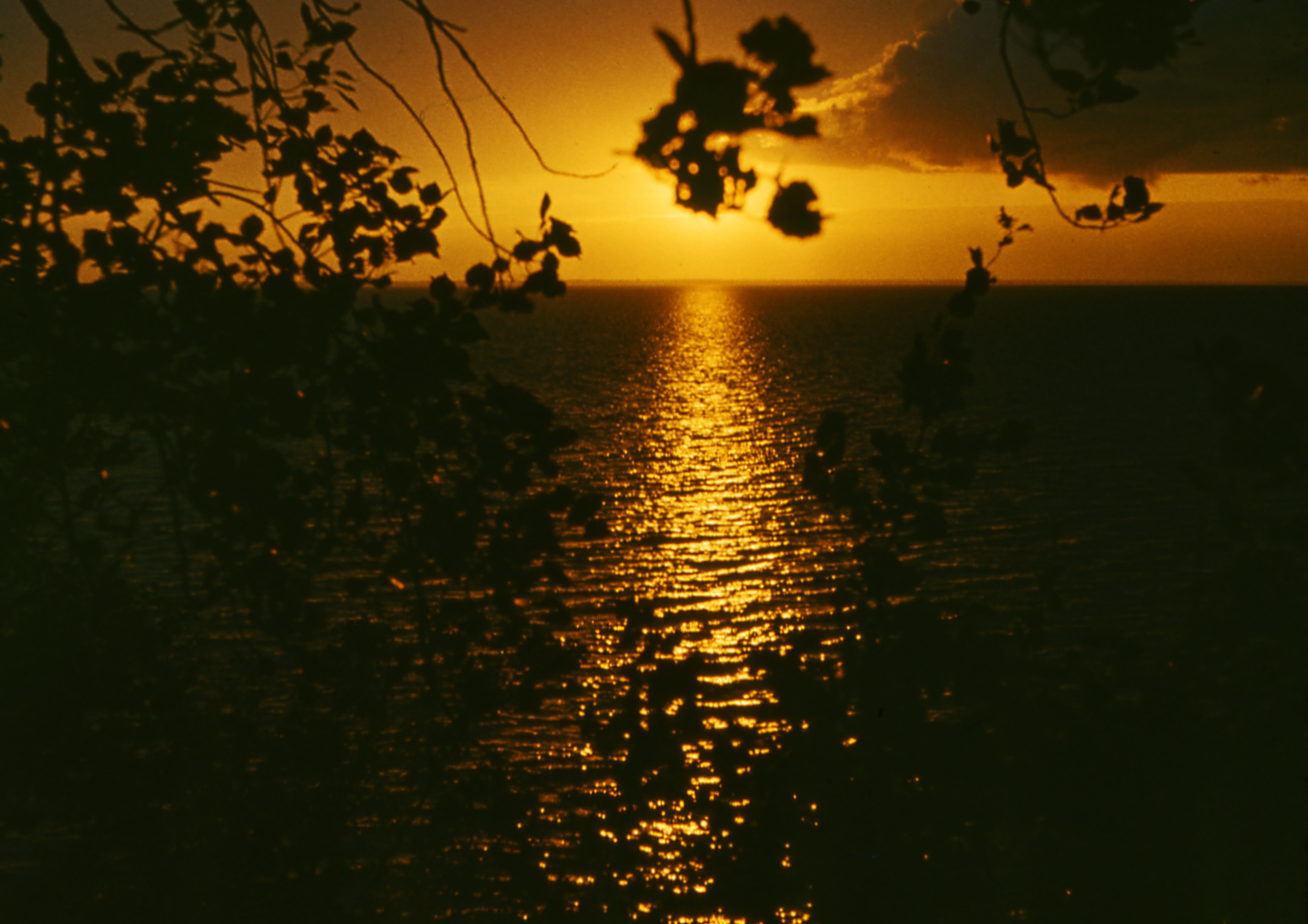
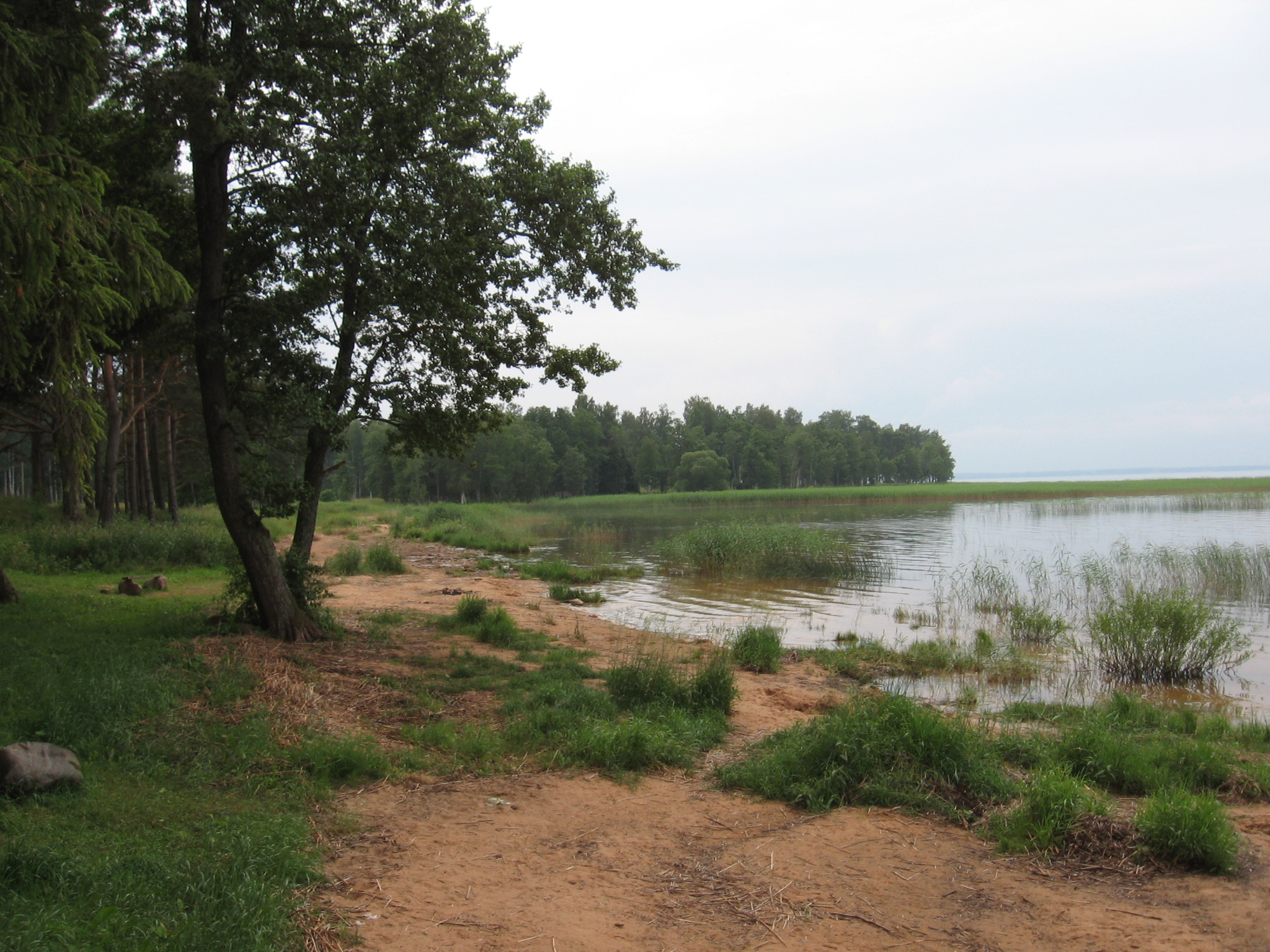
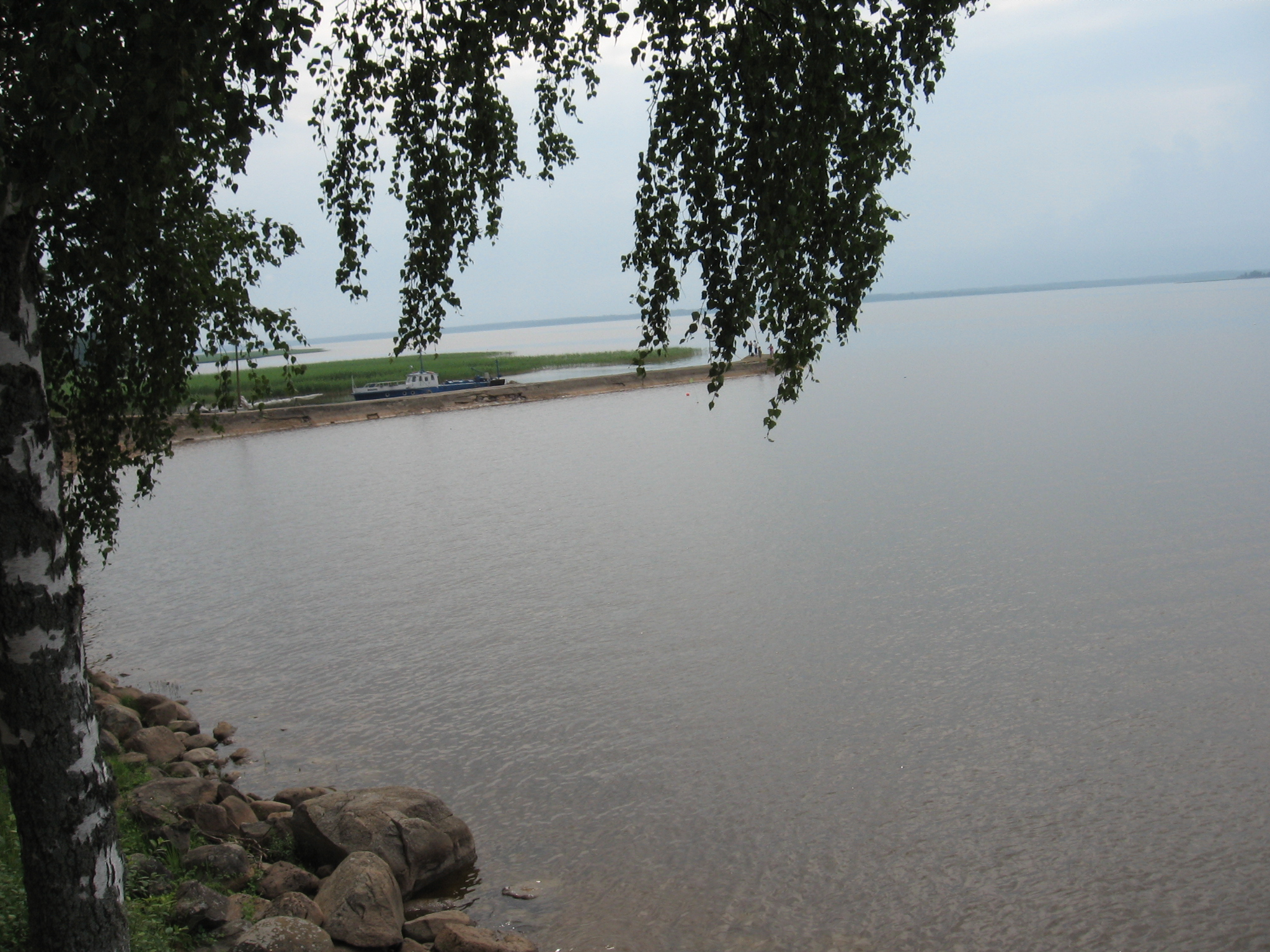
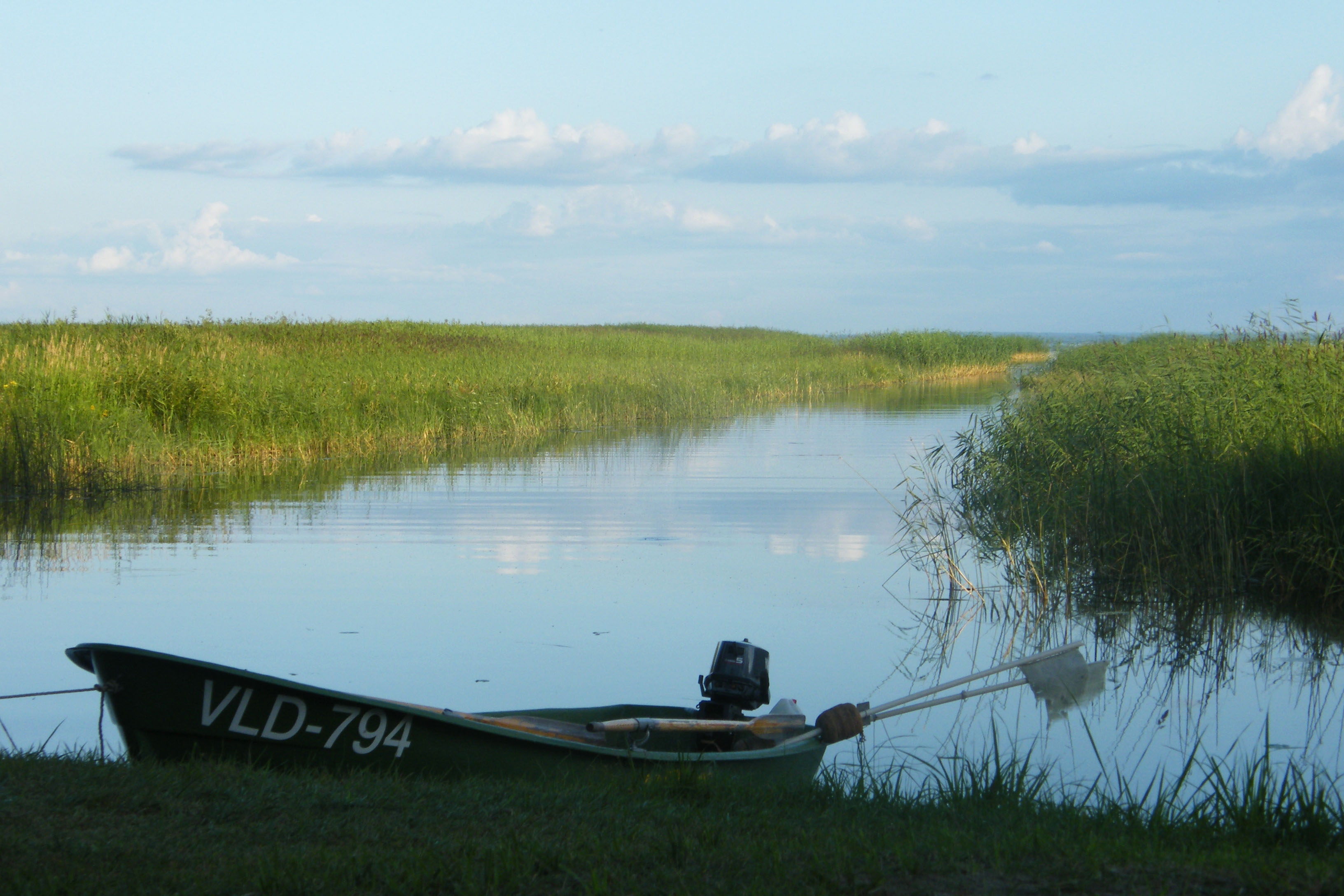